# World RX de Francia 2019
El World RX de Francia 2019, oficialmente World RX of France fue la octava prueba de la Temporada 2019 del Campeonato Mundial de Rallycross. Se celebró del 31 de agosto al 1 de septiembre de 2019 en el Circuito de Lohéac ubicado en la comuna de Lohéac, Región de Bretaña, Francia.
La prueba fue ganada por Timmy Hansen quien consiguió su tercera victoria de la temporada a bordo de su Peugeot 208, Anton Marklund término en segundo lugar en su Renault Mégane R.S. y Kevin Hansen finalizó tercero con el otro Peugeot 208.
En el RX2 International Series, el noruego Ben-Philip Gundersen consiguió su segunda victoria de la temporada, fue acompañado en el podio por el sueco Oliver Erikson y el finlandés Sami-Matti Trogen. 

## Supercar

### Series
| Pos.            | No. | Piloto              | Equipo                          | Auto                | Q1  | Q2  | Q3  | Q4  | Pts |
| --------------- | --- | ------------------- | ------------------------------- | ------------------- | --- | --- | --- | --- | --- |
| 1               | 21  | Timmy Hansen        | Team Hansen MJP                 | Peugeot 208         | 2º  | 8º  | 6º  | 1º  | 16  |
| 2               | 14  | Rokas Baciuška      | GC Kompetition                  | Renault Mégane R.S. | 5º  | 1º  | 17º | 2º  | 15  |
| 3               | 13  | Andreas Bakkerud    | Monster Energy RX Cartel        | Audi S1             | 9º  | 3º  | 1º  | 11º | 14  |
| 4               | 68  | Niclas Grönholm     | GRX Taneco Team                 | Hyundai i20         | 6º  | 5º  | 3º  | 4º  | 13  |
| 5               | 57  | Toomas Heikkinen    | GRX Set                         | Hyundai i20         | 1º  | 6º  | 11º | 7º  | 12  |
| 6               | 44  | Timo Scheider       | All-Inkl.com Münnich Motorsport | SEAT Ibiza          | 3º  | 2º  | 16º | 5º  | 11  |
| 7               | 92  | Anton Marklund      | GC Kompetition                  | Renault Mégane R.S. | 13º | 9º  | 2º  | 8º  | 10  |
| 8               | 33  | Lian Doran          | Monster Energy RX Cartel        | Audi S1             | 17º | 4º  | 7º  | 3º  | 9   |
| 9               | 6   | Jānis Baumanis      | Team STARD                      | Ford Fiesta         | 7º  | 11º | 8º  | 6º  | 8   |
| 10              | 71  | Kevin Hansen        | Team Hansen MJP                 | Peugeot 208         | 10º | 12º | 4º  | 10º | 7   |
| 11              | 123 | Krisztián Szabó     | EKS Sport                       | Audi S1             | 8º  | 14º | 5º  | 12º | 6   |
| 12              | 7   | Timur Timerzyanov   | GRX Taneco Team                 | Hyundai i20         | 4º  | 10º | 10º | 19º | 5   |
| 13              | 36  | Guerlain Chicherit  | GC Kompetition                  | Renault Mégane R.S. | 18º | 7º  | 14º | 9º  | 4   |
| 14              | 20  | Fabien Pailler      | Fabien Pailler                  | Peugeot 208         | 11º | 13º | 12º | 13º | 3   |
| 15              | 113 | Cyril Raymond       | GCK Academy                     | Renault Clio R.S.   | 12º | DNF | 9º  | 14º | 2   |
| 16              | 96  | Guillaume De Ridder | GCK Academy                     | Renault Clio R.S.   | 14º | 16º | 19º | 15º | 1   |
| 17              | 3   | Jani Paasonen       | Team STARD                      | Ford Fiesta         | 19º | 17º | 13º | 17º |     |
| 18              | 18  | Jonathan Pailler    | Jonathan Pailler                | Peugeot 208         | 16º | 15º | DNF | 16º |     |
| 19              | 42  | Oliver Bennett      | Oliver Bennett                  | Mini Cooper         | 15º | DNF | 15º | DNF |     |
| 20              | 12  | Matvey Furazhkin    | ES Motorsport-Labas GAS         | Škoda Fabia         | 20º | 18º | 20º | 18º |     |
| 21              | 84  | Hervé "Knapick"     | "Knapick"                       | Citroën DS3         | DNF | 19º | 18º | 20º |     |
| Reporte Oficial |     |                     |                                 |                     |     |     |     |     |     |

### Semifinales
Semifinal 1
| Pos.            | No. | Piloto           | Equipo                   | Tiempo    | Pts |
| --------------- | --- | ---------------- | ------------------------ | --------- | --- |
| 1               | 13  | Andreas Bakkerud | Monster Energy RX Cartel | 03:42.347 | 6   |
| 2               | 21  | Timmy Hansen     | Team Hansen MJP          | +0.668    | 5   |
| 3               | 92  | Anton Marklund   | GC Kompetition           | +1.213    | 4   |
| 4               | 57  | Toomas Heikkinen | GRX Set                  | +2.993    | 3   |
| 5               | 123 | Krisztián Szabó  | EKS Sport                | +4.998    | 2   |
| 6               | 6   | Jānis Baumanis   | Team STARD               | +5.310    | 1   |
| Reporte Oficial |     |                  |                          |           |     |

Semifinal 2
| Pos.            | No. | Piloto            | Equipo                          | Tiempo    | Pts |
| --------------- | --- | ----------------- | ------------------------------- | --------- | --- |
| 1               | 68  | Niclas Grönholm   | GRX Taneco Team                 | 03:41.930 | 6   |
| 2               | 14  | Rokas Baciuška    | GC Kompetition                  | +2.687    | 5   |
| 3               | 71  | Kevin Hansen      | Team Hansen MJP                 | +4.509    | 4   |
| 4               | 44  | Timo Scheider     | All-Inkl.com Münnich Motorsport | +4.966    | 3   |
| 5               | 7   | Timur Timerzyanov | GRX Taneco Team                 | +5.195    | 2   |
| 6               | 33  | Lian Doran        | Monster Energy RX Cartel        | +5.678    | 1   |
| Reporte Oficial |     |                   |                                 |           |     |

### Final
| Pos.            | No. | Piloto           | Equipo                   | Tiempo    | Pts |
| --------------- | --- | ---------------- | ------------------------ | --------- | --- |
| 1               | 21  | Timmy Hansen     | Team Hansen MJP          | 03:43.959 | 8   |
| 2               | 92  | Anton Marklund   | GC Kompetition           | +1.459    | 5   |
| 3               | 71  | Kevin Hansen     | Team Hansen MJP          | +2.289    | 4   |
| 4               | 14  | Rokas Baciuška   | GC Kompetition           | +2.889    | 3   |
| 5               | 13  | Andreas Bakkerud | Monster Energy RX Cartel | +3.332    | 2   |
| 6               | 68  | Niclas Grönholm  | GRX Taneco Team          | +3.723    | 1   |
| Reporte Oficial |     |                  |                          |           |     |

## RX2 International Series

### Series
| Pos.            | No. | Piloto               | Equipo                     | Q1  | Q2  | Q3  | Q4  | Pts |
| --------------- | --- | -------------------- | -------------------------- | --- | --- | --- | --- | --- |
| 1               | 16  | Oliver Eriksson      | Olsbergs MSE               | 1º  | 1º  | 3º  | 6º  | 16  |
| 2               | 2   | Ben-Philip Gundersen | JC Raceteknik              | 5º  | 5º  | 1º  | 2º  | 15  |
| 3               | 47  | Jesse Kallio         | Olsbergs MSE               | 3º  | 3º  | 11º | 1º  | 14  |
| 4               | 22  | Sami-Matti Trogen    | Set Promotion              | 2º  | 4º  | 8º  | 9º  | 13  |
| 5               | 35  | Fraser McConnell     | Olsbergs MSE               | 4º  | 15º | 2º  | 5º  | 12  |
| 6               | 55  | Vasiliy Gryazin      | Sport Racing Technologies  | 8º  | 7º  | 6º  | 4º  | 11  |
| 7               | 69  | Nikolay Gryazin      | Sport Racing Technologies  | 6º  | 2º  | 7º  | 14º | 10  |
| 8               | 6   | William Nilsson      | JC Raceteknik              | 9º  | 16º | 4º  | 3º  | 9   |
| 9               | 77  | Steven Volders       | National Renstal Trommelke | 11º | 6º  | 5º  | 12º | 8   |
| 10              | 54  | Petter Narsa         | JC Raceteknik              | 13º | 11º | 12º | 7º  | 7   |
| 11              | 12  | Anders Michalak      | Anders Michalak            | 12º | 8º  | 15º | 8º  | 6   |
| 12              | 21  | Damien Meunier       | Damien Meunier             | 7º  | 14º | 9º  | 13º | 5   |
| 13              | 52  | Simon Olofsson       | Simon Olofsson             | 10º | 13º | 10º | 11º | 4   |
| 14              | 66  | Albert Llovera       | Albert Llovera             | 14º | 10º | 14º | 16º | 3   |
| 15              | 50  | Iane Vacala          | Iane Vacala                | 15º | 12º | 13º | 15º | 2   |
| 16              | 31  | Yan Le Jossec        | Team Faren                 | DNS | 9º  | DNF | 10º | 1   |
| Reporte Oficial |     |                      |                            |     |     |     |     |     |

### Semifinales
Semifinal 1
| Pos.            | No. | Piloto           | Equipo                     | Tiempo     | Pts |
| --------------- | --- | ---------------- | -------------------------- | ---------- | --- |
| 1               | 16  | Oliver Eriksson  | Olsbergs MSE               | 03:55.014  | 6   |
| 2               | 47  | Jesse Kallio     | Olsbergs MSE               | +0.239     | 5   |
| 3               | 35  | Fraser McConnell | Olsbergs MSE               | +2.513     | 4   |
| 4               | 69  | Nikolay Gryazin  | Sport Racing Technologies  | +3.107     | 3   |
| 5               | 77  | Steven Volders   | National Renstal Trommelke | +4.218     | 2   |
| 6               | 12  | Anders Michalak  | Anders Michalak            | +6 Vueltas | 1   |
| Reporte Oficial |     |                  |                            |            |     |

Semifinal 2
| Pos.            | No. | Piloto               | Equipo                    | Tiempo    | Pts |
| --------------- | --- | -------------------- | ------------------------- | --------- | --- |
| 1               | 2   | Ben-Philip Gundersen | JC Raceteknik             | 03:54.948 | 6   |
| 2               | 22  | Sami-Matti Trogen    | Set Promotion             | +0.270    | 5   |
| 3               | 55  | Vasiliy Gryazin      | Sport Racing Technologies | +2.941    | 4   |
| 4               | 6   | William Nilsson      | JC Raceteknik             | +3.917    | 3   |
| 5               | 21  | Damien Meunier       | Damien Meunier            | +4.707    | 2   |
| 6               | 54  | Petter Narsa         | JC Raceteknik             | +35.196   | 1   |
| Reporte Oficial |     |                      |                           |           |     |

### Final
| Pos.            | No. | Piloto               | Equipo                    | Tiempo    | Pts |
| --------------- | --- | -------------------- | ------------------------- | --------- | --- |
| 1               | 2   | Ben-Philip Gundersen | JC Raceteknik             | 03:57.651 | 8   |
| 2               | 16  | Oliver Eriksson      | Olsbergs MSE              | +0.500    | 5   |
| 3               | 22  | Sami-Matti Trogen    | Set Promotion             | +0.730    | 4   |
| 4               | 35  | Fraser McConnell     | Olsbergs MSE              | +1.624    | 3   |
| 5               | 55  | Vasiliy Gryazin      | Sport Racing Technologies | +3.395    | 2   |
| 6               | 47  | Jesse Kallio         | Olsbergs MSE              | +12.708   | 1   |
| Reporte Oficial |     |                      |                           |           |     |

## Campeonatos tras la prueba
| Pos | Piloto           | Pts | Dif |
| --- | ---------------- | --- | --- |
| 1   | Andreas Bakkerud | 160 |     |
| 2   | Timmy Hansen     | 158 | +2  |
| 3   | Kevin Hansen     | 158 | +2  |
| 4   | Niclas Grönholm  | 135 | +25 |
| 5   | Jānis Baumanis   | 120 | +40 |

| Pos | Piloto               | Pts | Dif |
| --- | -------------------- | --- | --- |
| 1   | Oliver Eriksson      | 163 |     |
| 2   | Jesse Kallio         | 142 | +21 |
| 3   | Ben-Philip Gundersen | 128 | +35 |
| 4   | Fraser McConnell     | 119 | +44 |
| 5   | Sami-Matti Trogen    | 105 | +58 |

- Nota: Solamente se incluyen las cinco posiciones principales.